# 今村美歩
今村 美歩（いまむら みほ、1993年7月29日 - ）は、日本の女優。東京都出身。日本大学芸術学部中退。
中学2年生の時に出演した舞台をきっかけに女優を志す。
劇団青年座の映画放送部「青年座映画放送」に所属していたが、2018年7月1日をもって退所。
2019年5月26日からGVjpに所属するのを機に芸名を広川 碧（ひろかわ あお）と改めた が、2021年10月1日付でmitt managementに所属となり、同年11月12日に芸名を今村 美歩に戻して活動すると発表される。
2025年5月31日をもってmitt managementを退所。

## 人物
- 身長156cm。体重47kg。B:80cm・W:70cm・H:85cm[7]。
- 特技はジャズダンス。
- ホラー映画とスプラッター映画を好む[8]。
- 弟が1人いる。

## 出演

### 映画
- 正義の味方 女子高生マン（2012年） - 美紀 役（主演）
- スープ〜生まれ変わりの物語〜（2012年） - 店員 役
- 仮面ライダーフォーゼ THE MOVIE みんなで宇宙キターッ!（2012年） - 倉持ゆり 役（友情出演）
- さとるだよ（2015年） - 怜 / さとる君 役
- 何者（2016年） - 劇団毒ビスケット 劇団員 役
- クロノゲイザー〜時空の結び目〜（2017年）
- PAULINE（2019年）
- 文豪ストレイドッグス BEAST（2022年） - 与謝野晶子 役（クレジットは広川 碧）
- 狂骨（2024年）

### テレビドラマ
- 仮面ライダーフォーゼ 第9話・第10話（2011年、テレビ朝日） - 倉持ゆり 役
- 押忍!!ふんどし部!（2013年、テレビ神奈川） - アイ 役
- 初森ベマーズ（2015年、テレビ東京）
- 癒し屋キリコの約束 第7話・第8話（2015年、東海テレビ） - 青井夏美 役
- 100文字アイデアをドラマにした！ 第8話（2020年、テレビ東京）

### Webドラマ
- めがだん めがね探偵阿佐川クリス（2017年、GYAO!） - 笹谷加奈 役

### ラジオドラマ
- 未来へ投げキッス（2024年、stand.fm）

### ミュージックビデオ
- Organic Call「さよならユートピア」（2017年）
- MONJOE (DATS, yahyel)「IMMIH」（2017年）

### PV
- 直木賞作家×YOASOBI『はじめての』プロジェクトPV（2022年）
- 悪い芝居CMグランプリ （2022年）

### 舞台
- ライブ・スペクタクル『NARUTO-ナルト-』（2015年3月 - 6月、国内/海外） - 白 役
- ライブ・スペクタクル『NARUTO-ナルト-』（再演）（2016年7月 - 12月、国内/海外） - 白 役、日向ヒナタ 役（海外公演のみ）
- 舞台版『心霊探偵八雲 裁きの塔』（2017年5月 - 6月、東京/大阪） - 小池花苗 役
- 舞台『文豪ストレイドッグス』（2017年12月 - 2018年2月、神奈川/大阪/東京） - 与謝野晶子 役
- 舞台版『十二大戦』（2018年5月、兵庫/東京） - 妬良 役
- 『七色いんこ』（2018年10月、東京） - 鍬潟陽介 役
- 朝劇 西新宿『愛の回転式』（2018年11月10日、東京） - 日替わりゲスト
- 戯曲探訪つかこうへいを読む2019春（2019年2月、東京） - 水野朋子 役
- 舞台『文豪ストレイドッグス 三社鼎立』（2019年6月 - 7月、岩手/福岡/愛知/大阪/東京） - 与謝野晶子 役
- 朗読公演 こんなはなし。〜星新一のはなし〜（2019年8月、東京）
- 舞台『魔法使いの嫁』（2019年10月、東京） - シルキー 役、ティターニア 役
- 『学芸会レーベル』（2020年1月 - 2月、東京）
- 『アセリ教育』（2020年1月 - 2月、東京）
- 舞台『魔法使いの嫁』老いた竜と猫の国（2020年10月 - 11月、東京/大阪） - シルキー 役
- 『PINKの風でぬるい息』（2021年2月、東京）
- 舞台『文豪ストレイドッグス DEAD APPLE』（2021年4月 - 2021年5月、大阪/東京） - 与謝野晶子 役（声の出演）
- 『GEPPETTO』（2021年12月、東京） - ピノキオ 役
- 朝劇『恋の遠心力』（2021年12月19日、東京） - 日替わりゲスト
- 『朝シェイクスピア 30分でわかるマクベス』（2022年1月 - 2023年9月、東京）
- 舞台『アサルトリリィ・御台場女学校編』（2022年2月、東京） - 円山周 役
- 舞台『アサルトリリィ・リリィコレクション2022 御台場女学校 with 私立ルドビコ女学院』（2022年4月、東京） - 円山周 役
- 本気の本読み！ビブリオライブ2（2022年5月、東京）
- 『ラスト・ナイト・エンド・デイドリーム・モンスター』（2022年6月、東京） - 米染麦 役
- DINO-A-LIVE PREMIUM TIME DIVER 夏休みスペシャル（2022年7月 - 2022年9月、東京） - ミライ 役
- 『TRIANGLE』（2022年11月 - 2022年12月、東京） - 夕女 役
- 『逃避奇行クラブ』（2023年1月 - 2023年2月、東京） - 万千田マチルダ 役
- 『ブラッディメアリーライクアローリングストーン』（2023年5月、東京） - 猫田愛 役
- 舞台『文豪ストレイドッグス 共喰い』（2023年6月 - 7月、東京/大阪） - 与謝野晶子 役
- 舞台『アサルトリリィ・リリィコレクション2023 御台場女学校 with 私立ルドビコ女学院』（2023年8月、東京） - 円山周 役
- シェイクスピア道 第三道『ヘンリー四世』（2023年10月、東京） - モーティマー夫人 / モーブレ 役[9]
- 『スーパーふぃクション ふぉーエヴァー』（2023年12月、大阪/東京）
- 恐竜ラボ！ キング・オブ・ハンターズ from DINO-A-LIVE（2024年2月、愛知/大阪）
- 舞台『白蟻』（2024年6月、神奈川）[10] - 櫛本美緒 役
- 朝劇 三軒茶屋『朝日に願え』（2024年8月/2025年3月、東京） - 種田真由 役（体調不良により降板）
- 舞台『アサルトリリィ・御台場女学校』-The Snowdrop-（2024年8月、東京） - 円山周 役
- 恐竜ラボ！ キング・オブ・ハンターズ from DINO-A-LIVE（2024年12月 - 2025年1月、愛知/大阪/三重）（体調不良により降板）
- 『見よ、飛行機の高く飛べるを』（2025年5月、東京） - 杉坂初枝 役[11]
- 草創記『金鶏 一番花』 （2025年9月、東京）
- 朗読演劇『図書委員界』 （2025年10月、東京） - コンテン 役[12]

### イベント
- 舞台版『心霊探偵八雲』〜最終章特別企画〜ファン感謝イベント「ラスト八雲」IN大阪（2017年5月13日、大阪ビジネスパーク 円形ホール）[13]
- 今月の宮下雄也 vol.42（2018年9月14日、新宿ロフトプラスワン）
- さきなのはな〜小さな幸せ〜（2019年7月21日、スタジオフォー）
- TAWA-EVE.petit on 27th Birthday（2020年11月5日、オンライン）
- 戦う役者100人展（2020年12月、ギャラリー・ルデコ）
- はじまりの、役者100人展（2021年12月、ギャラリー・ルデコ）
- 『GEPPETTO』上映会（2022年4月、溝ノ口劇場）
- 悪い芝居アーカイブスDisc2『今日もしんでるあいしてる』（2022年10月、阿佐ヶ谷ロフトA）
- 悪い芝居のなんかおもろそう～生誕18周年スペシャル～（2022年12月、阿佐ヶ谷ロフトA）
- 『TRIANGLE』上映会（2023年3月、溝ノ口劇場）
- 伊藤優衣Birthday Event〜春の大感謝祭〜（2023年4月、アルカディア市ヶ谷）
- 舞台『アサルトリリィ』トークイベント【ルド女・リリコレ予備校】事前学習講座（2023年8月、LOFT9 shibuya）
- 舞台『アサルトリリィ』上映会＆トークショー（2023年10月、中野ザ・ポケット）
- 舞台『アサルトリリィ』トークイベント御台場女学校第4弾振り返りトークショー ヘオロットセインツ編（2024年10月、東京都立産業貿易センター浜松町館）（体調不良により不参加）

### ライブ
- CasuaLIVE（2025年8月23日、新宿HEADPOWER）